# Zayn al-Abidin
ʿAlī ibn Husayn Zayn al-ʿĀbidīn (Arabisk: علي بن حسين زين العابدين) eller al-Sajjād (født 653-660'erne – døde 710-718) var den fjerde shiitiske imām ifølge tolver-grenen, og den tredje imām ifølge ismāʿīli-grenen.
Under Slaget ved Karbala siges Zayn al-ʿĀbidīn at have været for syg til at deltage i kampen. Andre kilder beretter, at han var for lille til at kæmpe. Efter kampen fandt Shimr b. Dhi'l-Jawshan ham liggende på en måtte i kvindernes telt. Shimr gav ordrer til at dræbe ham, men blev forhindret af kommandøren af den syriske hær, ʿUmar b. Saʿd. Da Zayn al-ʿĀbidīn blev ført frem for ʿUbayd Allāh b. Ziyād i Kūfa, gav guvernøren ordre på at henrette ham, men gav dog efter for bønfaldelserne af Zaynab, Imām Husayns søster. Zayn al-ʿĀbidīn blev derefter ført til Yazīd i Damaskus, som efterfølgende sendte ham tilbage til Medina. Mashhad ʿAlī, som udgør en del af den store moské i Damaskus, siges at være bygget på det sted, hvor Zayn al-ʿĀbidīn var indespærret.
I Medina levede Zayn al-ʿĀbidīn et fromt liv, hvorfor han fik sit tilnavn Zayn al-ʿĀbidīn (Tilbedernes Ornament), al-Sajjād (Den Prostrerende), al-Zakī (Den Rene) og Dhu'l-Thafināt (Person med Kallus – refererende til den hårde hud han fik på grund af sin ekstreme tilbedelse). Når bøntiden nærmede sig, begyndte hans krop at skælve og hans hud blev bleg og hans praktiserende hengivenhed vakte frygt for hans helbred. Om natten gik han ud med sit ansigt tildækket for at uddele velgørenhed (sadakat al-sirr) og det var først efter hans død at folk opdagede identiteten af velgøreren. Da hans afdøde krop blev vasket, fandt man mærker på hans skuldre, som resultat af den tunge byrde af mad han bar ud til de fattige om natten.
Politisk forholdt Zayn al-ʿĀbidīn sig stiltiende og undgik at blive involveret i myndighedernes anliggender. Han undgik også at deltage i oprør og blev derfor også respekteret af de regerende kræfter, som af den grund heller ikke prøvede at få ham til at afgive troskab til kaliffen.
Under hans levetid var der stridigheder mellem shiitterne med hensyn til hvem der var imam. Mens nogle støttede Zayn al-ʿĀbidīn, støttede andre Imām ʿAlīs tredje og endnu levende søn, Muhammad b. al-Hanafiyya (d. 700) . Den shiitiske oprører, al-Mukhtar (d. 687) havde også i 686 gjort oprør i dennes navn, og fremmede derved støtten til Muhammad b. al-Hanafiyya. Denne gruppe blev kaldt kaysāniyya. I de eksisterende kilder hersker der uoverensstemmelser med hensyn til forholdet mellem Zayn al-ʿĀbidīn og al-Mukhtar.
Zayn al-ʿĀbidīn findes også i sunnitiske hadith-samlinger, hvor han optræder som en kilde, der har overleveret beretninger fra sin far, sin onkel Hasan, ʿAbd Allāh b. ʿAbbas m.fl.
Eksisterende kilder placerer Zayn al-ʿĀbidīns dødsår forskelligt; mellem 712 og 718. Han blev begravet i Jannat al-Baqī i Medina. Ifølge shiitiske kilder blev han forgiftet af den regerende kalif al-Walīd eller hans bror Hisham. Zayn al-ʿĀbidīn menes at have mellem 8 og 14 børn, hvoraf 4 var sønner fra hans kone Umm ʿAbd Allāh bt. al-Hasan.